# Bacharach
Bacharach è una città di 1.990 abitanti della Renania-Palatinato, in Germania.
Appartiene al circondario (Landkreis) di Magonza-Bingen (targa MZ) ed è parte della comunità amministrativa (Verbandsgemeinde) di Rhein-Nahe.

## Storia
Bacharach è attestata per la prima volta in un documento dell'XI secolo.

## Monumenti e luoghi d'interesse
- Castello di Stahleck